# Gare du Pont du Garigliano - Hôpital européen Georges-Pompidou
La gare du Pont du Garigliano - Hôpital européen Georges-Pompidou est une gare ferroviaire française de la ligne des Invalides à Versailles-Rive-Gauche, située dans le 15e arrondissement de Paris.
Elle est ouverte en 1889 par la Compagnie des chemins de fer de l'Ouest sur la ligne des Moulineaux sous le nom de Javel. Elle connaît plusieurs changements de nom au cours de son existence : elle prend au début du XXe siècle le nom de Boulevard Victor, puis de Boulevard Victor - Pont du Garigliano le 15 décembre 2006 lors de la mise en service de la ligne 3a du tramway d'Île-de-France, dont elle devient le terminus occidental. Elle a ensuite été de nouveau renommée début 2010 pour devenir Pont du Garigliano, et enfin Pont du Garigliano - Hôpital européen Georges-Pompidou en 2012.

## Situation ferroviaire

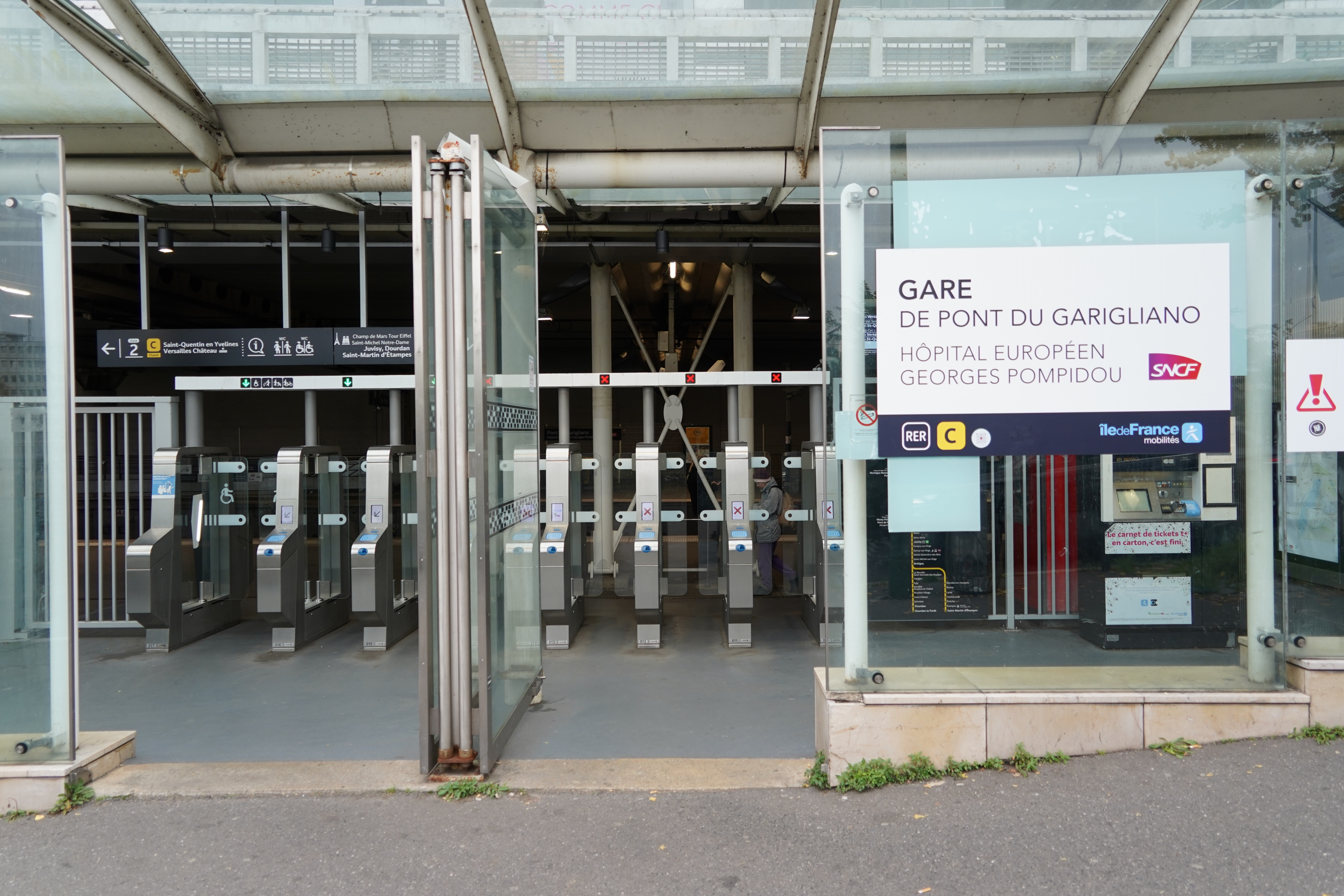
Entrée de la gare côté Seine en 2024.

La gare du pont du Garigliano est située au sud-ouest du 15e arrondissement de Paris, sur la rive gauche de la Seine, sous l'esplanade Henri-de-France où se trouve le siège de France Télévisions. Établie à 36,9 m d'altitude, elle se situe au point kilométrique (PK) 4,525 de la ligne des Invalides à Versailles-Rive-Gauche.

## Histoire
Le 31 mai 1865, la Compagnie des chemins de fer de l'Ouest reçoit la concession de la Ceinture rive gauche, tronçon méridional de la ligne de Petite Ceinture, avec obligation de réaliser un raccordement ayant pour origine un point de la ceinture proche du viaduc du Point-du-Jour (ou viaduc d'Auteuil) et s'achevant à l'esplanade du Champ-de-Mars, en vue de desservir l'Exposition universelle de 1867. Les entreprises et commerces sont alors en plein développement dans le 15e arrondissement, et il apparaît utile à la compagnie d'ouvrir une gare de marchandises sur des terrains disponibles à Grenelle. Le 1er février 1879, la nouvelle gare de Grenelle-Marchandises est ouverte ; elle est directement reliée à la Petite Ceinture mais ne possède aucune jonction avec le réseau de l'Ouest. 

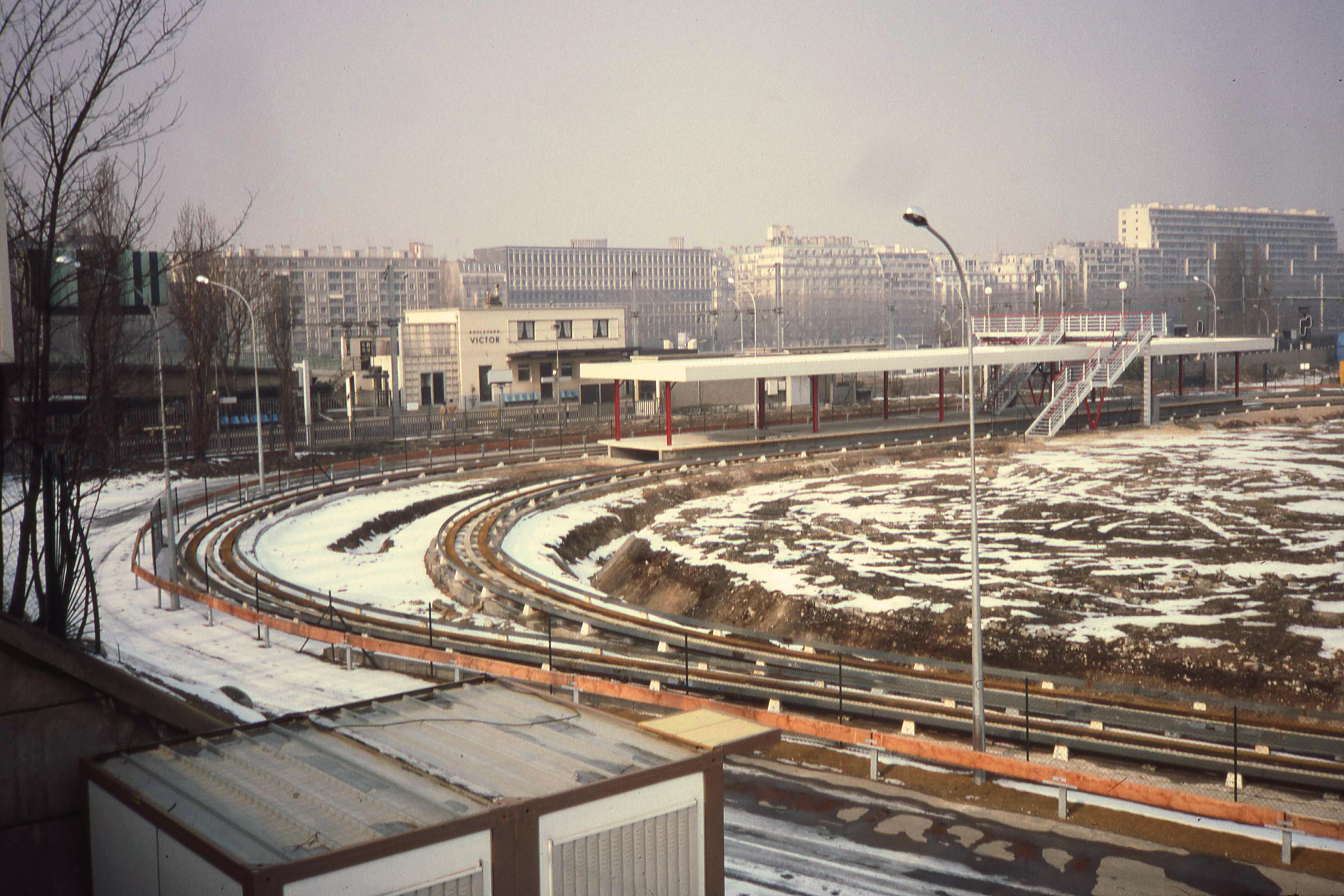
En 1986, l'ancienne gare de Grenelle-Marchandises devient le cadre de l'expérimentation du mini-métro automatique ARAMIS. On distingue au fond la gare du RER.

En 1889, à la mise en service de la ligne des Moulineaux depuis Puteaux jusqu'au Champ-de-Mars, la gare de marchandises est reliée à cette dernière, et une halte ouverte aux voyageurs est mise en service à proximité immédiate, en bord de Seine. Dénommée Grenelle dans le projet de 1886, elle est finalement nommée Javel à son ouverture. Vu la dénivellation entre les deux lignes et l'éloignement des deux stations, aucune correspondance n'est organisée avec la gare de Grenelle de la Ceinture, située à l'est de la gare de marchandises. À l'ouest, sur la rive droite de la Seine, la gare du Point-du-Jour sur la Ceinture est peu éloignée. La gare de Grenelle-Marchandises a le statut de gare locale, et sa gestion est assurée conjointement par la Compagnie de l'Ouest et par le Syndicat de Ceinture. Après l'achèvement de la ligne des Moulineaux, la gare connaît une forte hausse de son trafic, et elle est alors entièrement gérée par l'Ouest, le Syndicat contestant alors sa participation financière.
En 1895, la gare de Grenelle-marchandises dispose d'une longueur utile de 925 mètres à la manutention des marchandises, pouvant recevoir jusqu'à 131 wagons. Elle possède une voie couverte sous halle de cent mètres (14 wagons), une voie latérale à quai découvert en prolongement d'une voie couverte de 125 m (17 wagons), une voie de débord en prolongement de la précédente, équipée d'une grue à pivot de dix tonnes, trois voies de débord de 25 (3 wagons), 270 (39 wagons) et 130 mètres (19 wagons) et enfin deux voies transversales de 25 (3 wagons) et 250 mètres (36 wagons). La gare possède en outre des voies, d'une longueur utile d'environ 1 075 mètres, pour la formation des trains et le classement des wagons à destination ou en provenance de plusieurs embranchements vers le port de Javel, les Magasins généraux, du moulin Truffaut ou encore du dépôt des pavés de la Ville de Paris. En 1896, le tonnage manutentionné s'élève à 239 000 tonnes, dont 82 000 pour les expéditions et 157 000 pour les arrivages. Le trafic se dirige très majoritairement vers la ligne des Moulineaux, la Ceinture n'en assurant respectivement que 5 300 et 44 600. Le trafic se dirigeant vers les embranchements se monte à 43 500 tonnes.
De 1894 à 1899, la ligne des Moulineaux est reconstruite dans Paris afin d'éliminer les passages à niveau à la demande de la Ville. La voie est rehaussée de quelques mètres lors du remplacement du passage à niveau de la rue Leblanc par un viaduc. Le bâtiment des voyageurs d'origine est alors remplacé et la nouvelle station est ouverte le 17 mai 1900. Au cours du XXe siècle, le site subit de nombreuses transformations et la gare de Javel prend le nom de Boulevard Victor, nom éponyme du boulevard des Maréchaux qui surplombe la gare et rend hommage au maréchal Victor. En 1961, le bâtiment des voyageurs de 1900 est démoli et laisse la place à une construction banale. Elle est elle-même détruite en 1996 et remplacée par l'édifice actuel.
La gare de Grenelle-Marchandises demeure d'un accès difficile depuis la ligne des Moulineaux, devenue sur ce tronçon ligne des Invalides en 1902. Les trains en provenance des Moulineaux-Billancourt, ou du triage d'Achères via le raccordement de Nanterre-La Folie et la ligne des Moulineaux, doivent en effet tirer au-delà de la gare du boulevard Victor en direction de Javel, et entrer par refoulement en empruntant le raccordement de Grenelle. Afin d'améliorer l'accès à la gare, la SNCF réalise un nouveau raccordement permettant une entrée directe depuis Issy-Plaine (actuellement Issy-Val de Seine), ouvert le 13 janvier 1964. Mais la gare, progressivement privée de la desserte des usines Citroën, puis de celle du port de Javel, ferme définitivement fin 1976.
Au milieu des années 1980, l'ancienne gare de marchandises devient le cadre des expérimentations du système ARAMIS (Agencement en rames automatisées de modules indépendants en stations), projet de mini-métro automatique mené par la RATP et Matra Transport. Après expérimentation sur une voie d'essais de 1 500 mètres de longueur, il est envisagé de relier les sites de Javel et de Bercy grâce à cette technologie, dans le cadre de l'Exposition universelle de 1989 dont Paris revendique l'organisation. Toutefois, cette dernière étant finalement abandonnée, le projet ARAMIS demeure d'actualité, et la construction d'une ligne de 11,5 kilomètres de longueur sur la Petite Ceinture sud, reliant la gare du boulevard Victor à la gare de Lyon avec plusieurs antennes, est prévue pour 1992.
Le 12 mars 1982, le ministre des Transports donne son accord de principe à l'installation d'un centre d'études techniques sur le site, dont l'autorisation de construction est accordée en 1984.

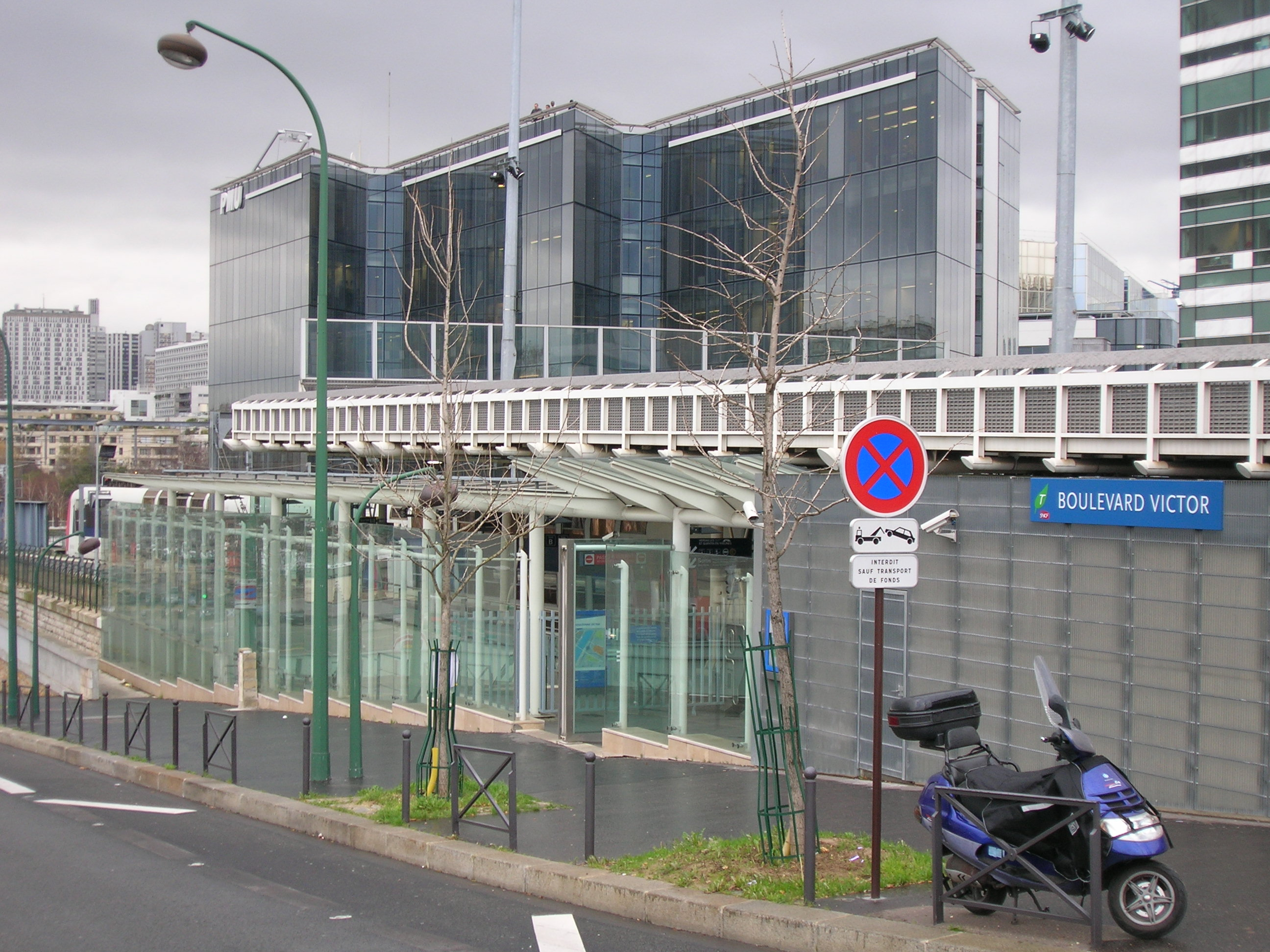
L'entrée côté Seine de la gare du Boulevard Victor en 2006.

Le premier ensemble de deux éléments accouplés, chacun de dix place assises, circule en décembre 1986. Mais l'expérimentation prend fin seulement quelques mois plus tard, quand les ingénieurs réalisent que le système cumule les défauts, dont une trop faible capacité et une totale incompatibilité avec les réseaux existants.
De 1994 à 1998, le siège de France Télévisions est édifié sur l'emplacement de la gare de Grenelle-Marchandises. L'extrémité ouest du boulevard Victor devient en 1987 le boulevard du Général-Martial-Valin entre le pont du Garigliano et la station de métro Balard, ce qui incite plus tard à modifier une nouvelle fois le nom de la gare pour celui de Boulevard Victor - Pont du Garigliano. Ce changement est effectif le 15 décembre 2006 lors de la mise en service de la ligne 3a du tramway d'Île-de-France. En 2012, la gare prend finalement le nom de Pont du Garigliano - Hôpital européen Georges-Pompidou sur décision de l'ex-STIF.
En 2022, selon les estimations de la SNCF, la fréquentation annuelle de la gare est de 2 199 909 voyageurs.

## Service des voyageurs

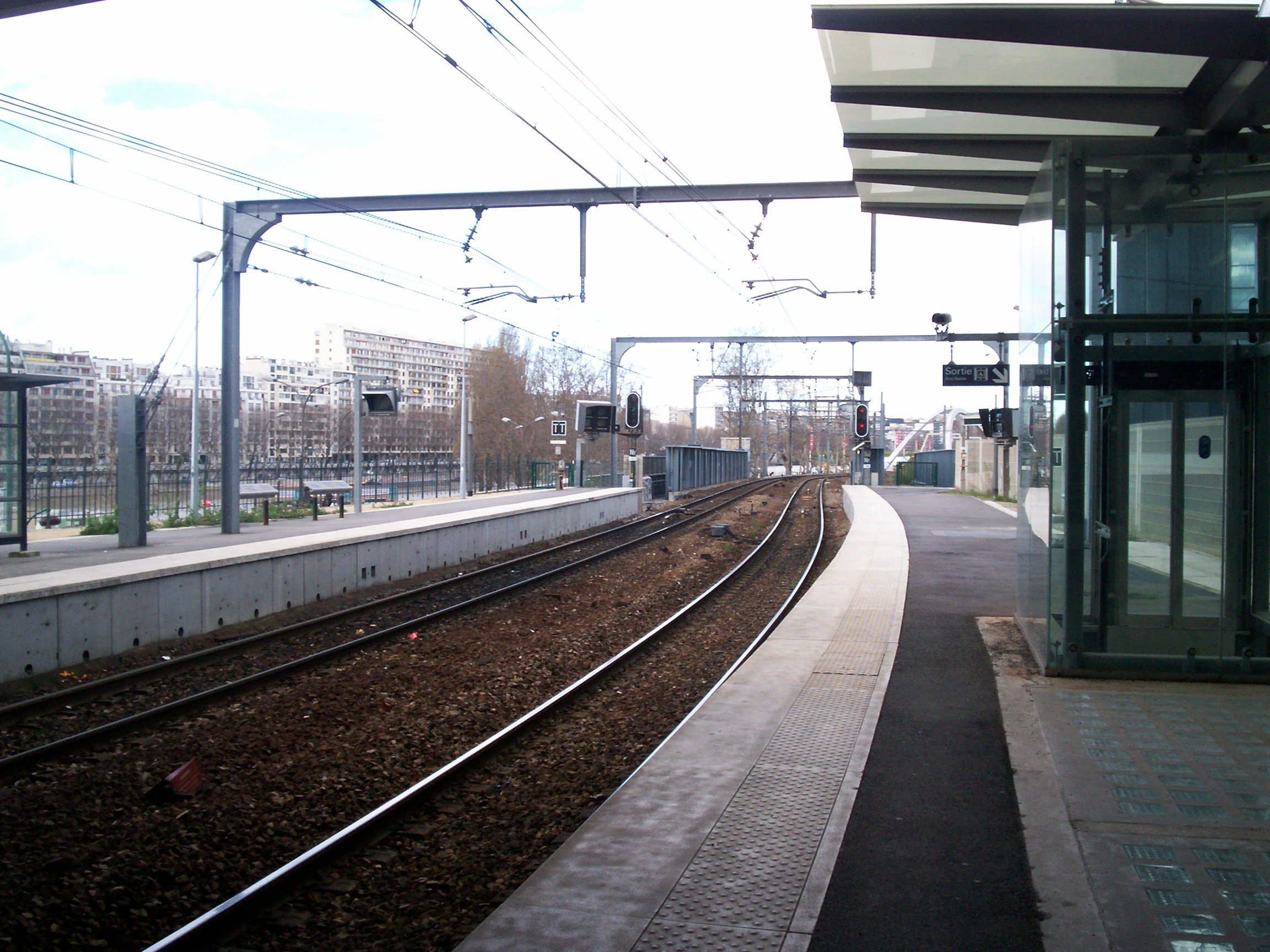
Les quais vue en direction de Javel.

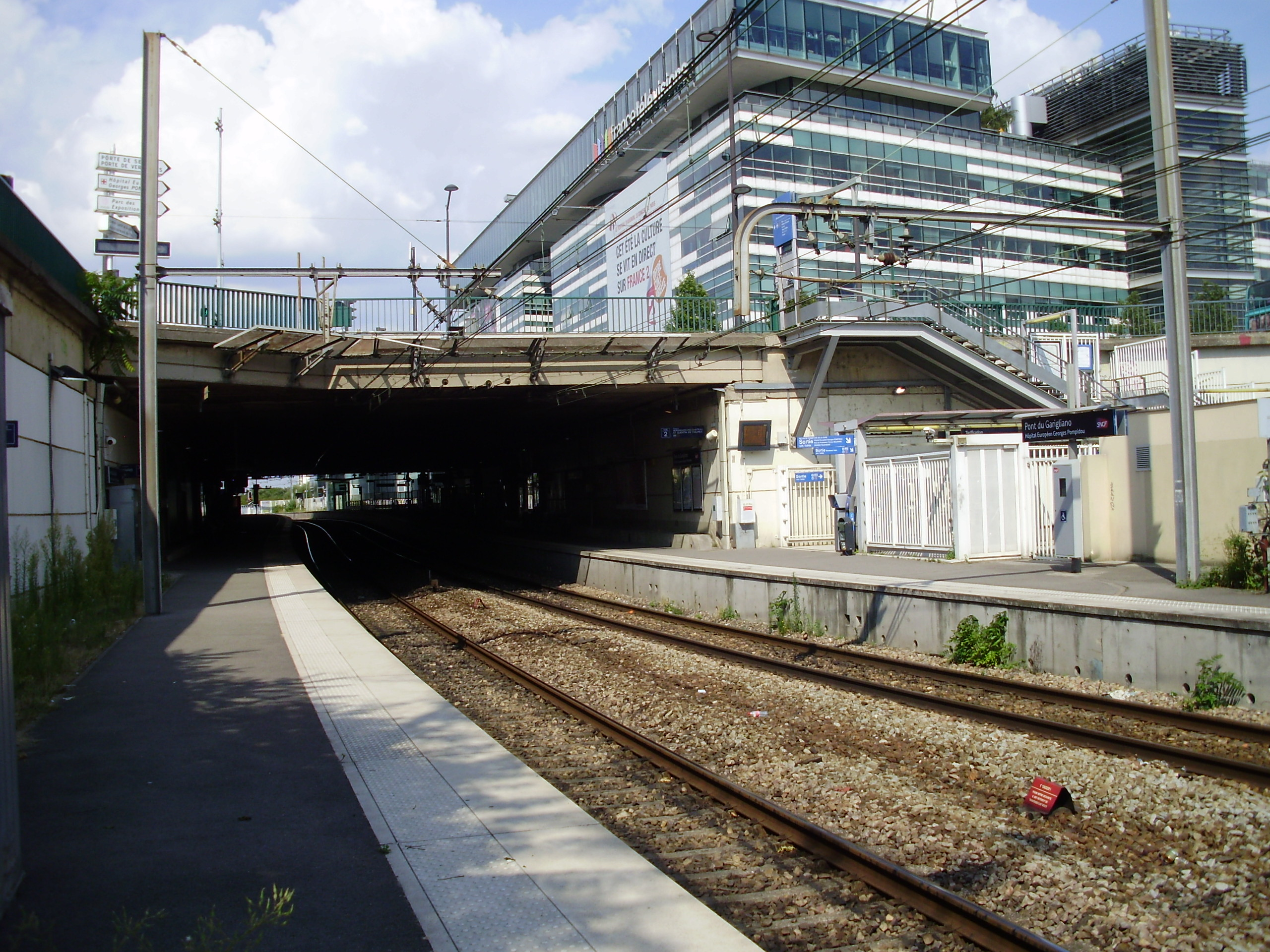
Vue depuis le quai en direction du centre de Paris et au-delà.

### Accueil
En 2012, un guichet Transilien est ouvert tous les jours de 6 h à 0 h 30. Il est adapté pour les personnes handicapées, et dispose de boucles magnétiques pour personnes malentendantes. Des automates Transilien et grandes lignes sont également disponibles.[Passage à actualiser]

### Desserte
La gare est desservie par les trains de la ligne C du RER circulant sur la Transversale Rive Gauche. Tous les trains à destination de Versailles-Rive-Gauche ou Saint-Quentin-en-Yvelines y marquent l'arrêt, soit à raison (par sens) de six trains par heure en heures creuses, et de seize trains par heure aux heures de pointe. Elle constitue le terminus des missions PAUL et l'origine des missions FOOT le matin et BALI le soir, uniquement en pointe.

### Intermodalité
Depuis décembre 2006, la gare est en correspondance avec le terminus ouest de la ligne 3 du tramway, renommée ligne 3a en décembre 2012 ; ce terminus est situé en surface à l'extrémité ouest du boulevard du Général-Martial-Valin.
Outre la ligne 3a du tramway, quatre lignes de bus existent à proximité : les lignes 42, 88 et PC du réseau de bus RATP et la ligne 3754 du réseau de bus de Sénart. La nuit, la gare est desservie par la ligne N160 du réseau Noctilien.
À faible distance (hôpital européen Georges-Pompidou), circulent les bus des lignes 30, 42, 88 et 169 du réseau de bus RATP.
Une correspondance à distance avec la ligne 8 du métro de Paris à la station Balard apparaissait sur les plans de métro de la RATP en 1998 et en 2000,. À défaut d'apparaître sur les plans de la ligne C à l'intérieur des trains, cette correspondance est parfois toujours mentionnée dans les plans des gares,.

## À proximité
- Siège de France Télévisions
- Hôpital européen Georges-Pompidou
- Parc André-Citroën